# Ralph Baines
Ralph Baines oder Ralph Baynes, Latein Rudolphus Baynus, (* 1504 in Knowsthorpe (Yorkshire); † 18. November 1559 in Islington) war ein englischer Prälat und Hebraist. Er war fünf Jahre lang Professor für Hebräisch am Collège royal in Paris. 

## Leben
Baines wurde am St John’s College (Cambridge) ausgebildet und 1519 in Ely zum Priester geweiht. Anschließend war er Prediger an der Universität Cambridge und ab 1527 Rektor der Gemeinde Hardwick in Cambridgeshire. 1549 ging er nach Paris, wo er als Professor für Hebräisch am Collège royal lehrte. Mit der Thronbesteigung von Maria I. kehrte er nach England zurück und wurde 1554 Bischof von Lichfield. Er wandte sich gegen Hugh Latimer und gegen die Scheidung Henrys VIII.  von Katharina von Aragon. Er war ein glühender Gegner der englischen Reformation und beteiligte sich aktiv an der Verfolgung der Protestanten. 1559, zu Beginn der Herrschaft von Elisabeth I., wurde er seines Amtes enthoben und inhaftiert. Er starb einige Monate später an einem Konkrement. Er wurde in der Kirche von St Dunstan-in-the-West bestattet.
Ralph Baines gilt in England als einer der großen Erneuerer der hebräischen Studien. Er veröffentlichte zwischen 1550 und 1555 in Paris drei Werke. Das erste ist eine Einführung in die hebräische Sprache, das zweite mit dem Titel Compendium Michlol ist eine Zusammenfassung des ersten Teils der hebräischen Grammatik von David Kimchi. Das dritte Werk ist ein lateinischer Kommentar zum Buch der Sprichwörter von Salomo und enthält für jeden Vers Varianten aus dem hebräischen Text.

## Bischof
Im Jahr 1554 kehrte Baines nach England zurück und wurde am 18. November 1554 zum Bischof von Lichfield und Coventry geweiht.
Er wandte sich energisch gegen die protestantischen Reformatoren und ist in Foxe’s Book of Martyrs aufgeführt. Er führte viele Untersuchungen mit seinem Kanzler, Anthony Draycot, durch. Sein Kanzler war zum Beispiel an der Verbrennung einer jungen, blinden Frau, Joan Waste, wegen Ketzerei in Derby beteiligt. Er war einer der acht Verteidiger der katholischen Lehre auf der Westminster Conference 1559.
Bei der Thronbesteigung von Elisabeth I. wurde er seines Bischofsamtes enthoben (21. Juni 1559) und in die Obhut von Edmund Grindal, dem protestantischen Bischof von London, übergeben, womit er einer von elf inhaftierten Bischöfen wurde (Forschungen von G. Philips stützen die Theorie, dass Baines, obwohl er nominell Gast war, in Wirklichkeit ein streng bewachter Gefangener war). Seine Gefangenschaft dauerte bis zum 18. November 1559, als Baines nach den Worten seines römisch-katholischen Mitstreiters John Pitts „als glänzender Bekenner des Herrn starb“.

## Veröffentlichungen
- Prima Rudimenta in linguam hebraeam, nunc primum aedita, authore Rodolpho Bayno (1550)
- Compendium Michlol, hoc est absolutiss. grammatices Davidis Chimhi, nunc primo editum authore Rodolpho Bayno, Cantabrigense (1554)
- In Proverbia Salomonis tres libri commentariorum ex ipsis Hebraeorum fontibus manantium, authore Rodolpho Bayno (1555)